# Tichá noc

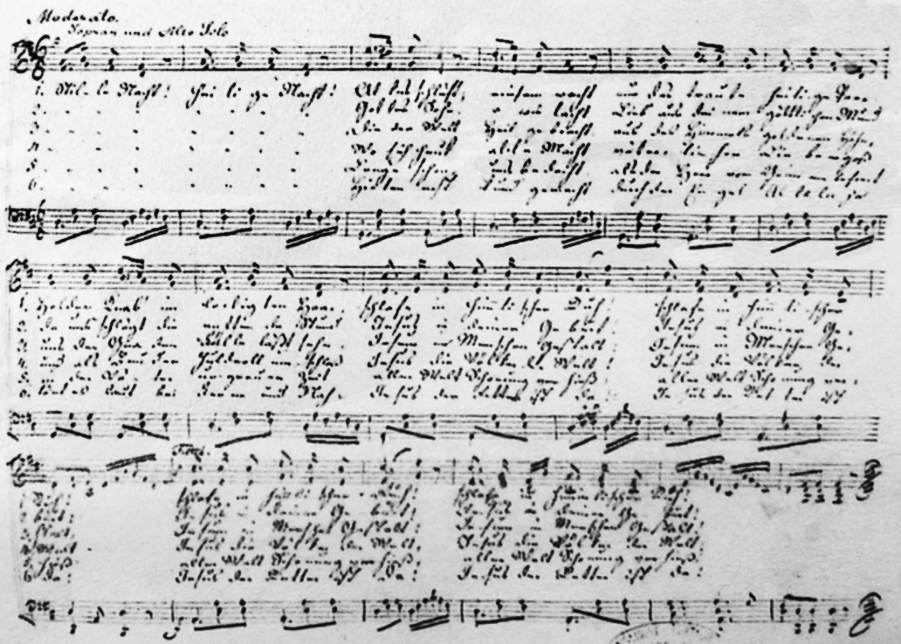
Originální Gruberův notový záznam písně Tichá noc

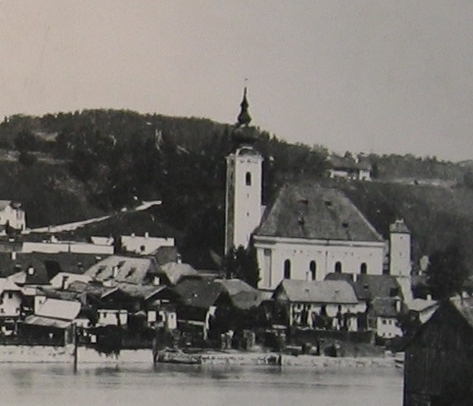
Kostel sv. Mikuláše v Obernsdorfu, zbořen po povodni v roce 1899

Tichá noc (německy Stille Nacht) je jedna z nejznámějších vánočních písní. Poprvé ji uvedli učitel a varhaník Franz Xaver Gruber a tamní kaplan a básník Joseph Mohr (1792–1848) v kostele sv. Mikuláše v rakouském městě Oberndorf u Salcburku na Štědrý večer v roce 1818.
Text k písni, oslavující krásu vánoční noci, napsal kaplan Mohr již v roce 1816 ve farnosti Mariapfarr. Před Vánoci 1818 zkomponoval Gruber k jeho básni melodii. Její první téma převzal ze začátku Divertimenta Es dur pro dechové nástroje, Köchelův seznam č. 252, které v roce 1776 složil Wolfgang Amadeus Mozart.  Přestože byla poprvé kvůli potížím s varhanami předvedena jen v doprovodu kytary, píseň se brzy stala velmi populární. Dnes je přeložena do 300 jazyků a nářečí včetně češtiny, jako píseň je zpívána po celém světě. Stille-Nacht-Kapelle (Kaple Tiché noci) v Oberndorfu je dodnes turistickou atrakcí. V jednotném kancionálu je vedena pod číslem 224. 

## Šíření písně Tichá noc
Poté, co poprvé zazněla v kostele sv. Mikuláše v Oberndorfu, nastalo kolem této melodie ticho. Je možné, že ji sám Gruber příležitostně hrál, nebo že ji hrál autor textu Joseph Mohr na nových místech svého působení, když v roce 1819 opustil Oberndorf, avšak v tomto období píseň nikoho nezaujala natolik, aby se stala slavnou.
Když v roce 1821 opravoval varhany kostela v Oberndorfu Carl Mauracher, známý varhaník z Fügen v Zillerthalu, objevil při práci na varhanách noty této písně. Zaujalo ho to natolik, že si je odnesl domů a dal je místnímu varhaníkovi, kterému se píseň tak zalíbila, že ji nadšeně šířil dál. V kraji působilo několik rodin, které se věnovaly pěvecké činnosti. Byla mezi nimi i rodina Rainerova a Strasserova, která měla dílnu na výrobu rukavic. Při prodeji rukavic po Rakousku, Německu i jinde zpívala tyrolské lidové písně a do svého repertoáru zařadila i Tichou noc. První „mediální“ informace o této písni se nachází v Lipském deníku Leipziger Tagesblatt, který píše o vystoupení sourozenců Strasserových a krásné tyrolské písni Stille Nacht. O rok později píší tytéž noviny: „Kéž by sourozenci Strasserovi byli v co nejlepší kondici, aby se jim v této předvánoční době znovu povedlo zazpívat překrásnou píseň Tichá noc.“ Píseň se začala lavinovitě šířit. Již v roce 1838 se nachází v oficiálním lipském zpěvníku a v roce 1843 se dokonce stává součástí německého hudebního fondu. Zároveň překročila hranice náboženských konfesí, takže ji přijímají i protestanti. Důvodem je, že autor textu Joseph Mohr, pro kterého by jako pro katolického kněze byl typický mariánský kult, pojal text kristologicky, totiž že hlavní postavou písně je Kristus a jeho vykupitelské poslání. Tak se stalo, že se píseň stala součástí jak katolického, tak i protestantského prostředí a nadále byla chápána interkonfesionálně.
Dalším důležitým momentem pro šíření písně byl rok 1839, kdy ji pěvecká rodina Rainerových začala zpívat při svém čtyřletém turné po USA. Nejprve se tak stalo v New Yorku v Trinity Church na Wall Street na Manhattanu. O několik let později se už její záznam nacházel v mnoha zpěvnících různých amerických církví. V roce 1840 to bylo u baptistů, v roce 1849 u metodistů a následovaly další. Velký počet misionářů mnoha církví začal píseň šířit do celého světa. Díky pěveckým sborům z okolí Salcburku se začala šířit také po Evropě. Do poloviny 19. století se zřejmě dostala i do Čech a na Moravu. Byla považována za typickou tyrolskou lidovou píseň, jména autora hudby Franze Xavera Grubera a textu Josepha Mohra se začala uvádět až o mnoho let později, takže se autoři za svého života přílišné slávy nedočkali.
V roce 1854 se o autorství této písně začala zajímat královská pruská dvorní kapela v Berlíně a napsala sborovému inspekčnímu benediktinského kláštera sv. Petra v Salcburku P. Ambrožovi Prennsteinerovi dopis s žádostí o objasnění autorství Tiché noci. Existovala totiž domněnka, že autorem je Johann Michael Haydn, bratr Josepha Haydna. V tomto období byl však členem salcburského pěveckého sboru Felix Gruber, syn Františka Xavera Grubera, který o dopise řekl svému otci. F. X. Gruber proto napsal dopis, který vznik písně objasňuje. Píše v něm: „Bylo to 24. prosince roku 1818, když výpomocný duchovní Joseph Mohr v nově založené farnosti sv. Mikuláše v Oberndorfu předal tamnímu zástupci varhaníka Franzi Xaveru Gruberovi, který byl toho času také učitelem v Arnsdorfu, báseň s prosbou o napsání příhodné melodie pro dva hlasy, sbor a kytaru. Posledně jmenovaný předal ještě téhož večera hudebně nadanému duchovnímu dle jeho přání kompozici, která téže svaté noci za všeobecného aplausu byla zazpívána...“ V jiných Gruberových textech je zapsáno, že sbor zpíval té noci refrén, Gruber bas a Mohr tenor za doprovodu své kytary. Vzhledem k tomu, že F. X. Gruber o sobě píše ve třetí osobě, je to svědectví o jeho skromnosti a věrohodnosti. Vzhledem k tomu, že v té době byl již Joseph Mohr šest let po smrti, byl by si mohl Gruber přivlastnit celé autorství, což však neudělal, naopak z dopisu vyznívá úcta k Mohrovi. Píseň byla napsána z nezištných důvodů jako odpověď na duše lidí usoužené neustálými napoleonskými válkami a zračí se v ní společná láska Grubera i Mohra k hudbě a umění.
Kostel svatého Mikuláše v Oberndorfu poškodila povodeň na řece Salzach roku 1899 a následně byl zbourán. Dnes na jeho místě stojí kaple nazvaná Kaple Tiché noci (německy Stille-Nacht-Kapelle).

## České překlady
Do češtiny byla Tichá noc přeložena vícekrát. Patrně nejznámější překlad „Tichá noc, svatá noc! / Jala lid v blahý klid…“ stejně jako méně známý „Tichá noc, svatá noc / v kteréž se nám dnes všem / narodil Spasitel náš…“ pocházejí od neznámých autorů. Dalšími překladateli byli například Václav Renč (1911–1973, „Tichá noc, přesvatá noc. / V spánku svém dýchá zem, / půlnoc odbila, město šlo spát…“), Čeněk Dušek (1843–1918, „Tichá noc, svatá noc. / Aj, Bůh sám přišel k nám…“), Rostislav Nechuta (1916–1993, „Tichá noc, svatá noc. / Však světa cizota / kolkolem leží u Betléma…“, z roku 1970) či Pavel Hájek (* 1925, „Tichá noc, svatá noc, / vánoční píseň zní…“). Verzi začínající „Tichá noc, svatá noc. / Všechno spí u jeslí“ nazpívala v roce 1969 Eva Pilarová.

## Zajímavosti
Příběh vzniku této písně přiblížil film Tichá myš z roku 1990, natáčený např. v Českém Krumlově, v Kostele sv. Jana Křtitele v Manětíně, Salcburku a Vyšším Brodě..
Na Štědrý den o Vánocích roku 1914 se udál tzv. „vánoční zázrak“, kdy na několika místech fronty došlo ke krátkému příměří a vojáci znepřátelených stran zpívali Tichou noc společně, každý ve svém jazyce.